# Cambridgeshire
Cambridgeshire /ˈkeɪmbrɪd͡ʒˌʃə/ es uno de los cuarenta y siete condados de Inglaterra, Reino Unido, con capital en Cambridge. Ubicado en la región Este limital al norte con Lincolnshire, al este con Norfolk y Suffolk, al sur con Essex y Hertfordshire, y al oeste con Bedfordshire y Northamptonshire. Ocupa un área de 3389 km² y su población en el año 2011 era de 806 700 habs.
Aunque la mayoría de los terrenos del condado son muy bajos, el punto más elevado se sitúa en la localidad de Great Chishill con una altura de 146 m s.n.m.. Otras colinas elevadas son Little Trees Hill y Wandlebury Hills.
El condado actual es producto de diferentes unificaciones realizadas por el gobierno local. En 1888, cuando se establecieron los consejos de condados, se establecieron dos divisiones administrativas en este condado: una en la zona sur, alrededor de Cambridge, y otra en la Isla de Ely. 
En 1965, estas dos divisiones se fusionaron para formar "Cambridgeshire y la Isla de Ely". En 1974 se les unieron Huntingdon y Peterborough para formar el actual condado de Cambridgeshire. Desde 1998, la ciudad de Peterborough está administrativamente separada del condado y forma una autoridad unitaria. Sin embargo, sigue asociada con Cambridgeshire para diferentes cuestiones como son la policía o los bomberos.
Dos personajes famosos nacidos en el condado de Cambridgeshire son el político y militar Oliver Cromwell y el ex primer ministro británico John Major.

## Geografía

### Clima
| Parámetros climáticos promedio de Cambridge | Parámetros climáticos promedio de Cambridge | Parámetros climáticos promedio de Cambridge | Parámetros climáticos promedio de Cambridge | Parámetros climáticos promedio de Cambridge | Parámetros climáticos promedio de Cambridge | Parámetros climáticos promedio de Cambridge | Parámetros climáticos promedio de Cambridge | Parámetros climáticos promedio de Cambridge | Parámetros climáticos promedio de Cambridge | Parámetros climáticos promedio de Cambridge | Parámetros climáticos promedio de Cambridge | Parámetros climáticos promedio de Cambridge | Parámetros climáticos promedio de Cambridge |
| Mes                                         | Ene.                                        | Feb.                                        | Mar.                                        | Abr.                                        | May.                                        | Jun.                                        | Jul.                                        | Ago.                                        | Sep.                                        | Oct.                                        | Nov.                                        | Dic.                                        | Anual                                       |
| ------------------------------------------- | ------------------------------------------- | ------------------------------------------- | ------------------------------------------- | ------------------------------------------- | ------------------------------------------- | ------------------------------------------- | ------------------------------------------- | ------------------------------------------- | ------------------------------------------- | ------------------------------------------- | ------------------------------------------- | ------------------------------------------- | ------------------------------------------- |
| Temp. máx. media (°C)                       | 7.0                                         | 7.4                                         | 10.2                                        | 12.6                                        | 16.5                                        | 19.4                                        | 22.2                                        | 22.3                                        | 18.9                                        | 14.6                                        | 9.9                                         | 7.8                                         | 14.1                                        |
| Temp. mín. media (°C)                       | 1.3                                         | 1.1                                         | 2.9                                         | 4.0                                         | 6.7                                         | 9.8                                         | 12.0                                        | 11.9                                        | 10.1                                        | 7.1                                         | 3.7                                         | 2.3                                         | 6.1                                         |
| Lluvias (mm)                                | 45.0                                        | 32.7                                        | 41.5                                        | 43.1                                        | 44.5                                        | 53.8                                        | 38.2                                        | 48.8                                        | 51.0                                        | 53.8                                        | 51.1                                        | 50.0                                        | 553.5                                       |
| Fuente:                                     |                                             |                                             |                                             |                                             |                                             |                                             |                                             |                                             |                                             |                                             |                                             |                                             |                                             |

## Principales ciudades
Véase: Anexo:Localidades del condado de Cambridgeshire.
- Cambridge
- Huntingdon
- Peterborough
- Soham

## Lugares de interés
- Abadía de Ramsey
- Abadía de Denny
- El Castillo de Kimbolton